# PRC2
PRC2 (Polycomb Repressive Complex 2) est un des deux complexes de la famille des polycomb-group proteins ou (PcG). L'autre complexe de ce groupe de protéines est PRC1.
Ce complexe a une activité histone-méthyltransférase et son rôle principal est de triméthyler l'histone H3 sur sa lysine 27 (H3K27me3),, une marque de la chromatine correspondant à l'extinction de la transcription. PRC2 est requis pour le ciblage de la région chromatinienne à silencer, tandis que PRC1 est recruté en aval pour stabiliser l'extinction de l'expression des gènes cibles et conserver la mémoire cellulaire de la région silencée après la différenciation cellulaire. Ce complexe de protéines est nécessaire pour le silencing à long terme de la chromatine et a un rôle important dans la différenciation des cellules souches ainsi que dans le développement embryonnaire précoce. Le complexe PRC2 est extrêmement conservé parmi tous les organismes multicellulaires.
Le complexe PRC2 chez la souris possède quatre sous-unités : SUZ12 protéine à doigt de zinc, Eed, Ezh1 ou Ezh2 (protéines possédant l'activité histone-méthyltransférase,) et RbAp48 qui possède un domaine de liaison aux histones.
PRC2 a également un rôle dans l'inactivation du chromosome X, dans la maintenance des cellules souches, et dans l'établissement de l'empreinte parentale. Une expression aberrante de PRC2 a été observée dans un grand nombre de cancers,.